# Cúp quốc gia Scotland 1877–78
 Cúp quốc gia Scotland 1877–78 là mùa giải thứ năm của giải đấu bóng đá loại trực tiếp uy tín nhất Scotland. Chức vô địch thuộc về Vale of Leven khi đánh bại đội bóng đến từ Glasgow 3rd Lanark RV 1–0 trong trận Chung kết.

## Lịch thi đấu
| Vòng      | Ngày thi đấu đầu tiên | Số trận đấu | Số trận đấu              | Số trận đấu | Số đội tham gia |
| Vòng      | Ngày thi đấu đầu tiên | Ban đầu     | Vào thẳng vòng tiếp theo | Đá lại      | Số đội tham gia |
| --------- | --------------------- | ----------- | ------------------------ | ----------- | --------------- |
| Vòng Một  | 22 tháng 9 năm 1877   | 55          | 4                        | 3           | 116 → 61        |
| Vòng Hai  | 20 tháng 10 năm 1877  | 28          | 5                        | 5           | 61 → 34         |
| Vòng Ba   | 10 tháng 11 năm 1877  | 16          | 2                        | 2           | 34 → 19         |
| Vòng Bốn  | 1 tháng 12 năm 1877   | 9           | 1                        | 3           | 19 → 12         |
| Vòng Năm  | 22 tháng 12 năm 1877  | 6           | 0                        | 0           | 12 → 6          |
| Tứ kết    | 12 tháng 1 năm 1878   | 3           | 0                        | 0           | 6 → 3           |
| Bán kết   | 9 tháng 3 năm 1878    | 1           | 1                        | 2           | 3 → 2           |
| Chung kết | 30 tháng 3 năm 1878   | 1           | 0                        | 0           | 2 → 1           |

- Nguồn cũng chỉ ra rằng giải đấu khởi tranh với 128 đội, nhưng không phải tất cả các đội đều tham gia
- Nguồn chỉ ra rằng cả Glasgow và Edinburgh University được cho phép ra sân ở vòng Ba (bởi vì kì nghỉ giữa kì của họ), nhưng điều này không được ghi lại
- Nguồn không ghi lại kết quả của Glengowan trong vòng Một
- Có 2 đội vào vòng Hai sau khi đá lại
- 2 đội vào vòng Ba sau khi đá lại
- 2 đội vào vòng Bốn sau khi đá lại vòng Ba
- Barrhead bị đuổi khỏi giải sau chiến thắng ở vòng Bốn trước Partick, vì sự không thống nhất trong trận đấu vòng Ba với Renfrew. Cả Renfrew và Partick đều được đi tiếp

## Vòng Một
| Đội nhà                      | Tỉ số  | Đội khách              |
| ---------------------------- | ------ | ---------------------- |
| Alexandria                   | 0 – 2  | Milngavie Thistle      |
| Alexandra Athletic           | 2 – 0  | Lancefield             |
| Arthurlie                    | 3 – 0  | Busby                  |
| Ayr Academicals              | 4 – 1  | Vale of Calder         |
| Ayr Thistle                  | Thắng  | St. Andrews            |
| Barrhead                     | 7 – 0  | Morton                 |
| Beith                        | 1 – 0  | Catrine                |
| Blackfriars                  | Thắng  | Hyde Park Loco Works   |
| Clifton & Strathfillan       | 2 – 1  | Shaugran               |
| Clyde                        | 0 – 1  | 3rd Lanark RV          |
| Clydesdale                   | 3 – 0  | Dennistoun             |
| Derby                        | Thắng  | Dumbreck               |
| Dumbarton                    | 4 – 0  | Waverly                |
| 10th Dumbarton RV            | 1 – 0  | Star of Leven          |
| 3rd Edinburgh RV             | 0 – 0  | Edinburgh Swifts       |
| Glenkilloch                  | 2 – 0  | Wellington Park        |
| Govan                        | 6 – 0  | Albatross              |
| Hanover                      | 1 – 0  | Edinburgh Thistle      |
| Havelock                     | 6 – 0  | Craig Park             |
| Heart of Midlothian          | 0 – 0  | Hibernian              |
| Jordanhill                   | 1 – 0  | Queen's Park Juniors   |
| Kelvinbank                   | 3 – 2  | Petershill             |
| Kilbirnie F.C.               | 6 – 0  | Kilmarnock Dean        |
| Kilmarnock                   | 5 – 1  | Hurlford               |
| Kilmarnock C&FC              | 4 – 0  | Maybole Thistle        |
| 1st Lanark RV                | 1 – 0  | Blythswood             |
| Lennox                       | 2 – 0  | Helensburgh            |
| Lenzie                       | 2 – 0  | Ailsa                  |
| Mauchline                    | 6 – 0  | Girvan                 |
| Maybole Carrick              | 3 – 0  | Tarbolton              |
| Northern                     | 3 – 0  | Pollokshields Athletic |
| Oxford                       | 0 – 1  | Sandyford              |
| Parkgrove                    | Thắng  | Winton                 |
| Partick                      | 2 – 0  | Union                  |
| Portland                     | 1 – 0  | Cumnock                |
| Queen of the South Wanderers | 6 – 0  | Stranraer              |
| Queen's Park                 | 1 – 0  | Whiteinch              |
| Ramblers                     | 0 – 1  | Stonefield             |
| Rangers                      | 13 – 0 | Possilpark             |
| Renfrew                      | 2 – 0  | Pollokshaws            |
| 23rd Renfrew RV              | 1 – 0  | Levern Hurlet          |
| Renton                       | Thắng  | Vale of Leven Rovers   |
| Renton Thistle               | 2 – 0  | Alclutha               |
| Rovers                       | 0 – 0  | John Elder             |
| Shaftesbury                  | 2 – 3  | Rosslyn                |
| South Western                | 8 – 0  | Our Boys Dundee        |
| St. Clements                 | Thắng  | Dunfermline            |
| Strathclyde                  | 5 – 1  | West End               |
| Telegraphists                | 1 – 0  | 4th Renfrew RV         |
| Thornliebank                 | 1 – 0  | Port Glasgow           |
| Vale of Leven                | Thắng  | Kilmarnock Thistle     |
| Stonelaw                     | 1 – 1  | Airdrie F.C.           |
| Newmilns                     | 1 – 3  | Uddingston             |
| Shotts                       | 2 – 3  | Drumpellier            |
| Hamilton                     | 1 – 0  | Avondale               |

- Nguồn không ghi lại kết quả Glengowan, đội vào vòng Hai.
- Caledonian, 17th Renfrew RV, Grasshoppers, và Dunmore đi thẳng vào vòng tiếp theo.

### Đá lại
| Đội nhà          | Tỉ số | Đội khách           |
| ---------------- | ----- | ------------------- |
| Edinburgh Swifts | 2 – 1 | 3rd Edinburgh RV    |
| Hibernian        | 2 – 1 | Heart of Midlothian |
| Rovers           | 2 – 2 | John Elder          |
| Airdrie F.C.     | 0 – 2 | Stonelaw            |

- Rovers và John Elder vào vòng tiếp theo.

## Vòng Hai
| Đội nhà         | Tỉ số  | Đội khách                    |
| --------------- | ------ | ---------------------------- |
| Arthurlie       | 1 – 0  | 17th Renfrew RV              |
| Ayr Academicals | 1 – 0  | Kilmarnock                   |
| Ayr Thistle     | 0 – 0  | Kilbirnie                    |
| Beith           | 1 – 0  | Portland                     |
| Blackfriars     | 2 – 2  | Rovers                       |
| Caledonian      | 1 – 0  | Rosslyn                      |
| Clydesdale      | 0 – 2  | Queen's Park                 |
| Dumbarton       | 1 – 1  | Vale of Leven                |
| Glengowan       | 3 – 1  | Stonelaw                     |
| Govan           | 1 – 0  | John Elder                   |
| Grasshoppers    | 3 – 0  | Clifton & Strathfillan       |
| Hanover         | 1 – 1  | Hibernian                    |
| Jordanhill      | 2 – 1  | Lenzie                       |
| 1st Lanark RV   | 4 – 0  | Telegraphists                |
| Lennox          | 9 – 0  | Milngavie Thistle            |
| Mauchline       | 1 – 0  | Kilmarnock C&FC              |
| Maybole Carrick | 2 – 0  | Queen of the South Wanderers |
| Parkgrove       | 2 – 1  | Kelvinbank                   |
| Partick         | 8 – 1  | Strathclyde                  |
| Rangers         | 8 – 0  | Alexandra Athletic           |
| Renfrew         | 2 – 1  | Glenkilloch                  |
| Renton          | 3 – 0  | 10th Dumbarton RV            |
| Sandyford       | 2 – 1  | Northern                     |
| South Western   | 2 – 2  | Havelock                     |
| St. Clement's   | 3 – 0  | Dunmore                      |
| 3rd Lanark RV   | 11 – 0 | Derby                        |
| Thrornliebank   | 1 – 0  | 23rd Renfrew RV              |
| Uddingston      | 3 – 0  | Hamilton                     |

- Renton Thistle, Edinburgh Swifts, Drumpellier, Stonefield, và Barrhead đi thẳng vào vòng tiếp theo

### Đá lại
| Đội nhà       | Tỉ số | Đội khách     |
| ------------- | ----- | ------------- |
| Havelock      | 0 – 2 | South Western |
| Hibernian     | 3 – 0 | Hanover       |
| Kilbirnie     | 3 – 1 | Ayr Thistle   |
| Rovers        | 0 – 0 | Blackfriars   |
| Vale of Leven | 4 – 1 | Dumbarton     |

- Rovers và Blackfriars vào vòng Ba

## Vòng Ba
| Đội nhà       | Tỉ số  | Đội khách        |
| ------------- | ------ | ---------------- |
| Arthurlie     | 0 – 0  | Thornliebank     |
| Barrhead      | 2 – 1  | Renfrew          |
| Beith         | 3 – 0  | Maybole Carrick  |
| Drumpellier   | 2 – 2  | Glengowan        |
| Govan         | 5 – 2  | Stonefield       |
| Hibernian     | 2 – 0  | Edinburgh Swifts |
| Jordanhill    | 4 – 0  | Grasshoppers     |
| Mauchline     | 3 – 1  | Ayr Academicals  |
| Parkgrove     | 3 – 2  | Sandyford        |
| Partick       | 3 – 0  | Caledonian       |
| Rangers       | 13 – 0 | Uddingston       |
| Renton        | 2 – 0  | Renton Thistle   |
| Rovers        | 1 – 0  | Blackfriars      |
| South Western | 4 – 0  | 1st Lanark RV    |
| 3rd Lanark RV | 1 – 0  | Queen's Park     |
| Vale of Leven | 3 – 0  | Lennox           |

- Kilbirnie và St. Clement's đi thẳng vào vòng tiếp theo

### Đá lại
| Đội nhà      | Tỉ số | Đội khách   |
| ------------ | ----- | ----------- |
| Glengowan    | 1 – 1 | Drumpellier |
| Thornliebank | 2 – 0 | Arthurlie   |

- Glengowan và Drumpellier vào vòng Bốn

## Vòng Bốn
| Đội nhà       | Tỉ số | Đội khách     |
| ------------- | ----- | ------------- |
| Barrhead      | 1 a 0 | Partick       |
| Beith         | Thắng | St. Clement's |
| Kilbirnie     | 1 – 2 | Mauchline     |
| Parkgrove     | 3 – 1 | Drumpellier   |
| Rangers       | 0 – 0 | Vale of Leven |
| Renton        | 4 – 0 | Rovers        |
| South Western | 5 – 0 | Glengowan     |
| 3rd Lanark RV | 7 – 0 | Govan         |
| Thornliebank  | 1 – 2 | Hibernian     |

- Jordanhill đi thẳng vào vòng tiếp theo
- Kết quả trận đấu giữa Thornliebank và Hibernian được xem là hòa theo Hiệp hội bóng đá Scotland

### Đá lại
| Đội nhà       | Tỉ số | Đội khách    |
| ------------- | ----- | ------------ |
| Hibernian     | 2 – 2 | Thornliebank |
| Vale of Leven | 5 – 0 | Rangers      |

- Hibernian và Thornliebank vào vòng Năm
- Barrhead bị đuổi khỏi giải vì sự không thống nhất kết quả trong trận đấu vòng Ba với Renfrew. Cả Renfrew và Partick đều được vào vòng tiếp theo

## Vòng Năm
| Đội nhà       | Tỉ số  | Đội khách    |
| ------------- | ------ | ------------ |
| Parkgrove     | 2 – 1  | Partick      |
| Renfrew       | 0 – 2  | Mauchline    |
| Renton        | 2 – 1  | Thornliebank |
| South Western | 3 – 1  | Hibernian    |
| 3rd Lanark RV | 4 – 0  | Beith        |
| Vale of Leven | 10 – 0 | Jordanhill   |

## Tứ kết
| Đội nhà       | Tỉ số | Đội khách     |
| ------------- | ----- | ------------- |
| Renton        | 3 – 1 | Mauchline     |
| 3rd Lanark RV | 2 – 1 | South Western |
| Vale of Leven | 5 – 0 | Parkgrove     |

## Bán kết
| Renton | 1 – 3 | 3rd Lanark RV |
| ------ | ----- | ------------- |
|        |       |               |

- Trận đấu giữa Renton và 3rd Lanark RV bỏ trống
- Vale of Leven đi thẳng vào vòng tiếp theo

### Đá lại
| Renton | 1 – 1 (aet) | 3rd Lanark RV |
| ------ | ----------- | ------------- |
|        |             |               |

### Đá lại lần 2
| Third Lanark | 1 – 0 | Renton |
| ------------ | ----- | ------ |
|              |       |        |

## Chung kết
| Vale of Leven | 1 – 0 | 3rd Lanark RV |
| ------------- | ----- | ------------- |
| McDougall 65' |       |               |